# Мета (река)
Мета (шп. Meta) је лева притока реке Ориноко у Колумбији. Дуга је 1100 км. Настаје спајањем река Гватиквија и Гвајуриба. У доњем току је пловна. Делом тока од 240 км је гранична река између Колумбије и Венецуеле.